# Габу (округ)
Габу (порт. Gabú) — регион в Гвинее-Бисау. Административный центр — город Габу. Площадь — 9 150 км², население — 214 520 человек (2009 год).

## География
Округ (регион) Габу расположен на крайнем востоке Гвинеи-Бисау, в её Восточной провинции. Это крупнейшая по площади административная территория (регион) страны. На севере Габу граничит с Сенегалом, на востоке с Гвинеей, на западе — с округами Томбали и Бафата.
Своё название регион получил от существовавшего на этой территории в XVI—XIX столетиях государства народа мандинка Каабу, или Габу.
Административно округ подразделяется на пять секторов: Мадина до Бое, Габу, Пирада, Питше и Сонако.

## Население и экономика

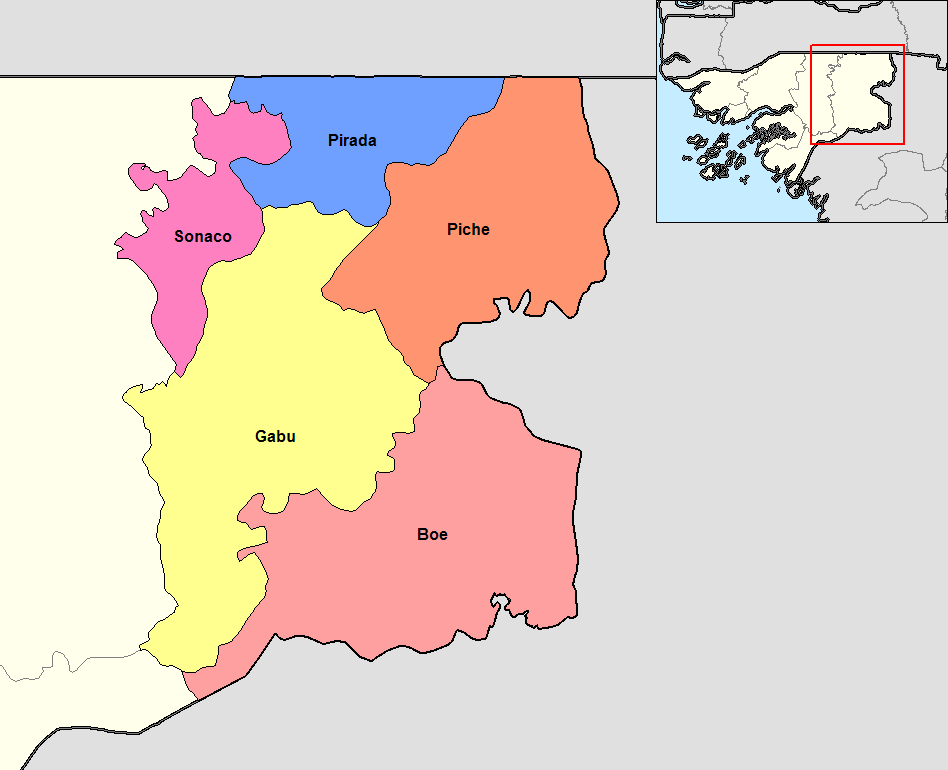
Административное деления округа Габу

Согласно официальной оценке, в регионе Габу на 2009 год проживали 214 520 человек, относящиеся главным образом к народностям мандинка и фульбе. В 2005 году население составляло 205 608 человек, из которых 512 211 человек проживали в городах и городских посёлках, и 154 211 в сельской местности.
Основой экономики региона является сельское хозяйство, рыболовство и лесная промышленность. 63,5 % населения заняты в аграрном секторе, 8,9 % работают в промышленности, 6,1 % — в сфере обслуживания.
Бо́льшая часть населения округа исповедуют ислам и местные анимистические культы.